# 根茨巴赫河
49°40′29.46″N 9°10′33.88″E / 49.6748500°N 9.1760778°E

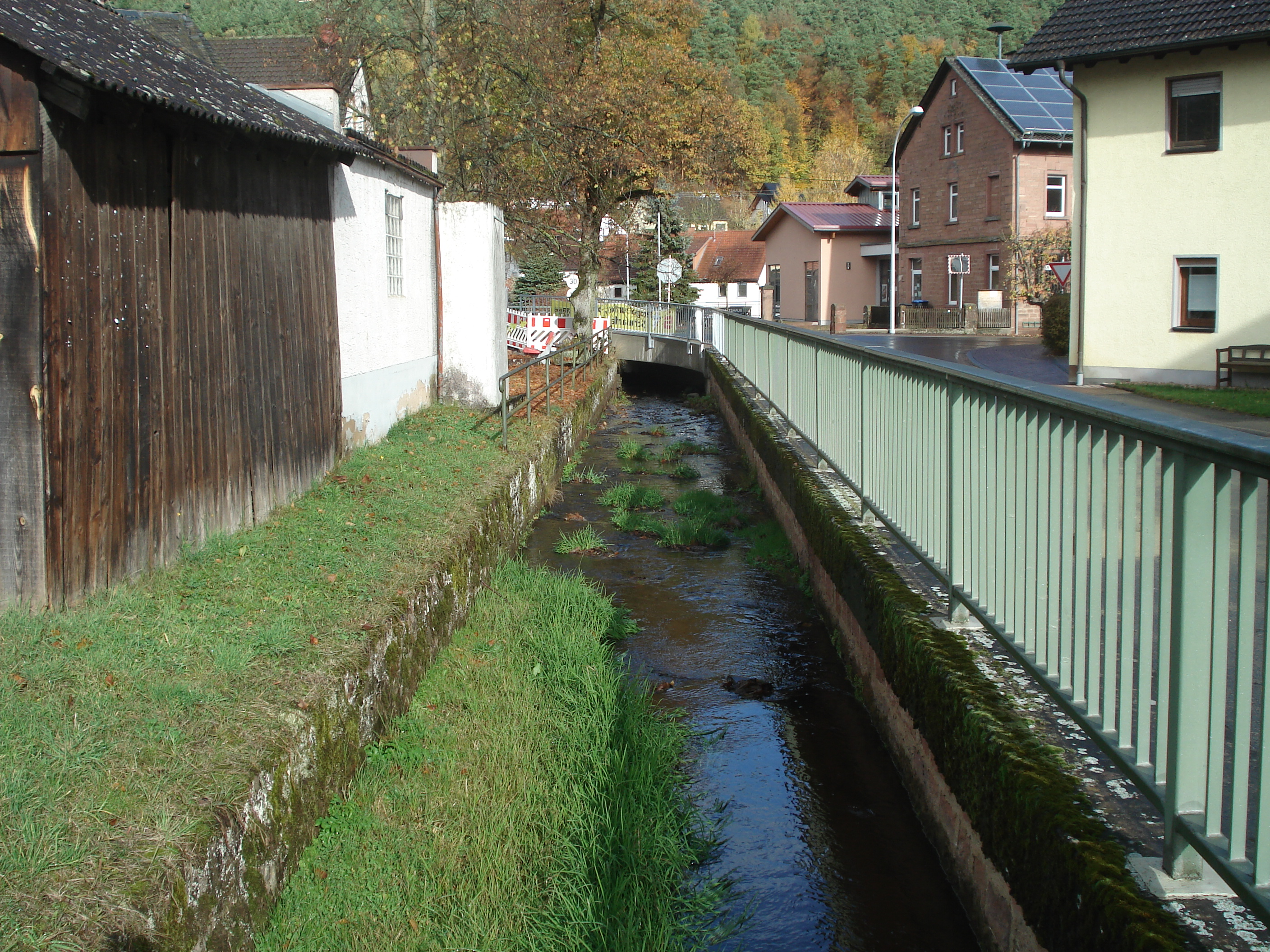

根茨巴赫河是德國的河流，位於該國東南部，由巴伐利亞負責管轄，屬於奧倫巴赫河的右支流，河道全長7.8公里，流域面積15.3平方公里。